# Apteromantis bolivari
Apteromantis bolivari – gatunek modliszki z rodziny Amelidae i plemienia Amelini. Zamieszkuje zachód Afryki Północnej.

## Taksonomia
Gatunek ten opisany został po raz pierwszy przez Franza Wernera w 1929 roku pod nazwą Pseudoyersinia bolivari. Epitet gatunkowy nadany został na cześć zajmującego się szeroko pojętymi prostoskrzydłymi Ignacia Bolívara. W 1931 roku Werner umieścił go w nowym, monotypowym wówczas rodzaju Apteromantis, ale dopiero w 1932 roku sformułował dla tegoż rodzaju diagnozę.

## Morfologia
Samce osiągają od 28 do 31 mm, a samice od 35 do 44 mm długości ciała. W ubarwieniu dominują odcienie zielonkawe z udziałem barwy żółtawej. Głowa zaopatrzona jest w silnie stożkowate oczy złożone ku górze wyciągnięte w spiczasty guzek. Rozstaw oczu wynosi od 3,2 do 3,6 mm u samca i od 4,3 do 6 mm u samicy, a rejon między nimi jest wklęśnięty. Przedplecze jest wyraźnie wydłużone, u samca osiąga długość od 6,2 do 7,6 mm i szerokość od 2,1 do 2,6 mm, a u samicy długość od 7,7 do 11,3 mm i szerokość od 2,9 do 3,6 mm. U obu płci zupełnie brak obu par skrzydeł. Odwłok ma kształt wrzecionowaty. Płytka nadodbytowa jest trójkątna i zaopatrzona w pośrodkowe żeberko. Płytka subgenitalna jest podługowato-trójkątna i wyraźnie wcięta. Przysadki odwłokowe sięgają wierzchołkami daleko poza tylny koniec odwłoka. Genitalia samca cechują się ostrym kątem u wierzchołka dolnej gałęzi dystalnej nadprącia oraz bardzo cienkim, nitkowatym wierzchołkiem pseudofallusa.

## Ekologia i występowanie
Gatunek palearktyczny, znany z północnej, śródziemnomorskiej części Maroka i Algierii. Owad ten bytuje wśród wysokich traw, gorących i piaszczystych zakrzewień, makii i garigu. Spotykany jest na rzędnych od 230 do 570 m n.p.m. Osobniki dorosłe obserwuje się od maja do lipca.